# Caos (canção)
"Caos" é um single da banda de rock brasileira Titãs, lançado em 14 de julho de 2022 pela Midas Music e produzido por Sérgio Fouad e Rick Bonadio, fazendo parte do décimo sétimo álbum de estúdio do trio, Olho Furta-Cor.
A faixa foi composta por Rita Lee, Roberto de Carvalho e o filho deles, Beto Lee, que é guitarrista de apoio do grupo. A faixa acabou sendo a última canção escrita por Rita, que morreu em maio de 2023.

## Letra
O refrão contém a frase anarquista "hay gobierno soy contra" que, segundo o vocalista Sérgio Britto, é direcionada "aos que estão no poder", servindo também de "alerta para que a sociedade como um todo se mantenha sempre vigilante em relação àqueles que estão no poder". O produtor Rick Bonadio afirmou que ela manifesta a mensagem "que eu mesmo gostaria de dar ao Brasil neste momento político: está um caos!".
Sérgio disse que a faixa faz referência ao momento vivido pelo Brasil sob Bolsonaro, porém de uma forma bem-humorada, típica de Rita Lee.

## Vídeo
O single recebeu um vídeo dirigido por Otávio Juliano, que já trabalhou com a banda em outras ocasiões. A produção é majoritariamente em preto e branco, com cores sendo usadas ocasionalmente para destacar integrantes, e inclui imagens distorcidas no segundo plano.

## Recepção

### Recepção da crítica
Na revista Fórum, Julinho Bittencourt criticou a letra, chamando o "caos" mencionado de algo "de mentirinha, lúdico". Ele acusou a banda de jogar tudo "no mesmo pacote, na velha, gasta e alienada ideia de que 'todos os políticos são iguais'" e viu muitos lugares comuns na letra. Concluiu dizendo que "cobrar posições políticas de artistas é chato. No entanto, criticá-las quando elas são extemporâneas e deslocadas do tempo político em que são lançadas é mais do que necessário."
Em seu site Farofafá, Pedro Alexandre Sanchez viu uma "vala comum do lavajatismo 'contra tudo isto que está aí'" no refrão, que segundo ele "soaria passável em inúmeros outros momentos históricos brasileiros, mas neste sombrio 2022 vale a máxima já desgastada de que a omissão diante do fascismo não é omissão, é adesão e cumplicidade, se não aprovação bovina." Ele também acusou os integrantes de, no verso "Sou hippie das antigas / do velho e bom paz e amor", ignorarem "redondamente que o discurso antipolítica e antissistema, que já foi dos hippies, hoje está sequestrado no Brasil por um (ex-)militar chamado Jair Bolsonaro".
Em sua coluna no G1, Mauro Ferreira viu "Caos" como algo que promove "a conexão da primeira dama do rock brasileiro [Rita Lee] e de Roberto de Carvalho [...] com banda emblemática da geração pop revelada e projetada ao longo dos anos 1980". Ele comparou o teor do single com o repertório dos discos Cabeça Dinossauro e Jesus Não Tem Dentes no País dos Banguelas, embora não o veja com "a virulência de outrora". Ele concluiu sua análise dizendo que "seria cruel cobrar do trio de 2022 a relevância e o peso da banda dos anos 1980. Contudo, os Titãs honram o passado roqueiro na gravação [...]. Caos é rock sem um toque real de originalidade, mas tampouco é o pop plastificado feito muitas vezes por bandas regidas sob a batuta mercadológica de Bonadio.

## Faixas
| Faixas de "Caos" |        |                                         |         |  |
| N.º              | Título | Música                                  | Duração |  |
| 1.               | "Caos" | Rita Lee, Roberto de Carvalho, Beto Lee | 3:14    |  |

## Créditos
Conforme ficha técnica do clipe oficial:
Titãs
- Titãs - arranjos
- Sérgio Britto - vocal
- Tony Bellotto - guitarra
- Branco Mello - baixo

Membros de apoio
- Beto Lee - guitarra
- Mario Fabre - bateria

Pessoal técnico
- Rick Bonadio - produção, engenharia de gravação, engenharia de mixagem, masterização, direção geral, direção artística
- Sérgio Fouad - produção, engenharia de gravação, engenharia de mixagem
- Junior Lanne e Ozeias Matos - engenheiro adicional de gravação
- César Botinha - edições e técnico de guitarra
- Matheus Peixoto - distribuição digital
- Gabriela Bonadio - marketing e produto
- Léo Mergulhão - gerente de produto

Pessoal técnico (clipe)
- Otávio Juliano - direção e concepção
- Luciana Ferraz - direção e montagem
- Interface Filmes - produção
- Diego Garc - direção de fotografia
- Fabio Braga - assistente de câmera
- Los Angeles Filmes - finalização
- Anna Rita Trunkl - maquiagem
- Edilson "Tio Edi" - elétrica